# Cry Freedom
Pour plus de détails, voir Fiche technique et Distribution.
Cry Freedom : Le Cri de la liberté ou Le Cri de la liberté au Québec (Cry Freedom) est un film britannique réalisé par Richard Attenborough et sorti en 1987. 
Tourné à Mombasa, au Kenya, en Angleterre et au Zimbabwe, le film retrace le meurtre de l'activiste sud-africain Steve Biko et l'enquête entreprise par le journaliste Donald Woods. Il s'inspire de deux ouvrages de ce dernier, Biko et Asking for Trouble.

## Synopsis
En Afrique du Sud, peu avant les émeutes de Soweto, Donald Woods — journaliste blanc — est habitué à répercuter les informations officielles du gouvernement sans aller sur le terrain. Un jour, il fait la connaissance de Steve Biko, un militant noir qui se consacre à la lutte anti-apartheid. Celui-ci lui ouvre les yeux sur la situation réelle de la population noire, qui n'a aucun accès aux médias. Steve emmène le journaliste dans des quartiers/bidonvilles réservés aux Noirs. Sur place, Donald Woods se rend compte à quel point la population noire souffre. Woods et Biko coopèrent contre l'inégalité des Noirs en publiant des articles, leur relation s'améliore et ils deviennent de vrais amis. Après le meurtre de Biko et ayant tenté de dévoiler la situation inéquitable, Woods et sa famille doivent quitter le pays afin d'assurer leur sécurité. Puis Woods publie un article sur l'histoire de Steve Biko et ses idées, pour les faire connaître au monde entier.

## Fiche technique
- Titre original : Cry Freedom
- Titre français : Cry Freedom, sous-titré Le Cri de la liberté
- Titre québécois : Le Cri de la liberté
- Réalisation : Richard Attenborough
- Scénario : John Briley, d'après les livres Biko et Asking for Trouble de Donald Woods
- Musique : George Fenton et Jonas Gwangwa (en)
- Photographie : Ronnie Taylor
- Costumes : John Mollo
- Montage : Lesley Walker
- Production : Richard Attenborough
- Sociétés de production : Universal Pictures et Marble Arch Productions
- Société de distribution : Universal Pictures
- Pays de production :  Royaume-Uni
- Langues originales : anglais, afrikaans, xhosa, zoulou
- Format : Couleur - 35 mm - 2,35:1 (Super 35) - Son Dolby stéréo
- Durée : 157 minutes
- Dates de sortie :
  - Royaume-Uni : 26 novembre 1987
  - France : 23 mars 1988

## Distribution
- Kevin Kline (VF : François Marthouret) : Donald Woods
- Denzel Washington (VF : Umbañ U Kset) : Steve Biko
- John Thaw : Jimmy Kruger, ministre de la Justice
- Penelope Wilton (VF : Danielle Volle) : Wendy Woods
- Josette Simon : Dr Mamphela Ramphele
- Wabei Siyolwe : Tenjy
- John Matshikiza : Mapetla
- Juanita Waterman : Ntsiki Biko
- Zakes Mokae : le père Kani
- Nick Tate : Richie
- Evelyn Sithole, Xoliswa Sithole : infirmières à la clinique
- James Coine : le jeune garçon
- Ian Richardson : le procureur
- Garrick Hagon : McElrea

## Production
Le romancier-journalise Donald Woods raconte son expérience dans le plus grand secret et publie deux livres, Biko (1978) et Asking for trouble (1983). Il envoie ensuite ses ouvrages à l'acteur-réalisateur Richard Attenborough, qui sera séduit pour en faire un film. Le scénario est écrit par John Briley, qui avait déjà collaboré avec Richard Attenborough pour Gandhi (1982).
Le tournage a lieu de juillet à octobre 1986. Il se déroule au Zimbabwe (Harare, Chitungwiza, Avondale, Bulawayo, Shurugwi, Gweru, Mutare, ...), au Kenya (Mombasa) et en Angleterre (Hippodrome de Sandown Park à Esher, studios de Shepperton).

## Accueil
Les autorités sud-africaines du régime d'apartheid ont interdit le film en 1988 pour raison de sécurité car selon les propos du ministre de l'information et de la radiodiffusion, Stoffel van der Merwe, "la projection de ce film risquait d'attiser des sentiments néfastes pour les relations inter-raciales et pourrait même conduire à des actes de violence".

## Commentaire
L'épilogue du film fait défiler une longue liste d'activistes anti-apartheid (dont Steve Biko) morts en prison dans des circonstances suspectes malgré les versions officielles. La liste s'arrête avant la sortie du film, puisqu'en 1987 le gouvernement d'apartheid arrête de publier les versions officielles pour les morts en détention.